# Trout Mask Replica
Trout Mask Replica (engl. „Forellenmasken-Nachbildung“) ist das dritte Studioalbum von Captain Beefheart & His Magic Band und wurde im Juni 1969 veröffentlicht. Das Doppelalbum wurde von Frank Zappa produziert und auf dessen Label Straight Records veröffentlicht. 
Trout Mask Replica verbindet musikalisch radikal und einzigartig Einflüsse aus Blues, Avantgarde, Free Jazz und anderen Genres amerikanischer Musik mit polyrhythmischen Klängen und atonalen Harmonien. Dazu singt und rezitiert Captain Beefheart (mit bürgerlichem Namen Don Glen Van Vliet) heulend, schreiend, wimmernd und grölend seine surrealistischen, häufig bewusst absurden Texte (Spoken Word). Trout Mask Replica wird allgemein als Beefhearts bestes Album und als Meilenstein der Rockmusik sowie der experimentellen Musik betrachtet. Es übte einen starken Einfluss auf die Entstehung von Stilen wie Alternative Rock, New Wave oder (Post-)Punk aus.
Das Magazin Rolling Stone führt das Album auf Platz 60 der 500 besten Alben aller Zeiten. Der italienische Musikkritiker Piero Scaruffi wählte Trout Mask Replica in seiner Auswahl der besten Rock-Alben aller Zeiten auf Platz 1.

## Entstehungsgeschichte
Trout Mask Replica wurde nach Safe as Milk (1967) und Strictly Personal (1968) als drittes Album von Captain Beefheart & His Magic Band veröffentlicht. Das in den Jahren 1967/68 entstandene Mirror Man erschien erst 1971, zeigt aber im Nachhinein deutlich die Entwicklung Captain Beefhearts und seiner Band von einem eigenwilligen, doch im Grund konventionellen Blues mit fremden Einflüssen zu den experimentellen Klängen auf Trout Mask Replica. Rechtliche Streitigkeiten, künstlerische Differenzen und nicht abgesprochene Änderungen durch den Produzenten Bob Krasnow an Strictly Personal führten später sogar so weit, dass sich Beefheart von seinen vorigen Veröffentlichungen distanzierte.
Nur das Angebot seines alten Schulfreundes Frank Zappa, der ihm volle künstlerische Freiheit und Kontrolle zusicherte und das nächste Album auf seinem neugegründeten Label Straight Records veröffentlichen wollte, hielt zu diesem Zeitpunkt Beefheart von einem – 1984 endgültig erfolgten – Rückzug aus dem Musikgeschäft und der vollständigen Hingabe an die Malerei ab. Zappa produzierte das Album und wirkte als Sprecher bei mehreren Titeln mit.
Die Proben in einem kleinen, angemieteten Haus in Woodland Hills (Los Angeles) zogen sich unter klausurähnlichen und von Geldnot bestimmten Bedingungen über ein Jahr hin. Die Musiker John French und Bill Harkleroad beschreiben die Zustände als „kultähnlich“ und ein Besucher beschreibt die Situation als „regelrecht mansonesk“ Beefheart, der seine Stücke in Windeseile komponierte – ohne allerdings irgendeine Form von Notenschrift zu beherrschen – sang den Musikern die betreffenden Passagen baldmöglichst vor und probte so lange, bis das in seinem Kopf vorhandene fertige Arrangement perfekt saß. Die eigentlichen Aufnahmen im Studio nahmen danach insgesamt weniger als fünf Stunden in Anspruch.

## Das Album

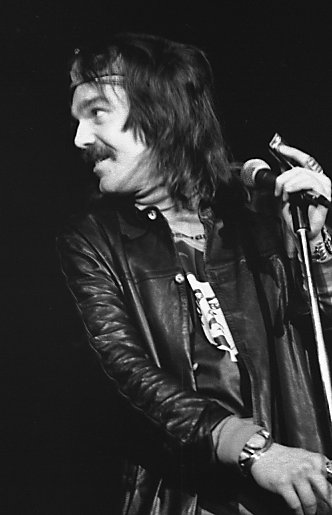
Captain Beefheart 1974

Die Musik auf Trout Mask Replica verbindet minimalistischen Rhythm and Blues mit Free Jazz und Avantgarde, Garage Rock mit Neuer Musik, Field Recording mit Polyrhythmik und Atonale Musik mit Folksongs unterbrochen durch Spoken-Word-Einschübe. Der charakteristische Sound des Albums ist (neben der üblichen Rhythmusgruppe mit E-Bass und Schlagzeug) geprägt durch zwei Slide-Gitarren – die eine mit einem gläsernen Bottleneck, die andere mit einem stählernen gespielt. Dazu kommen neben verschiedenen Saxophonen so ungewohnte Blasinstrumente wie Bassklarinette und Musetteoboe zum Einsatz.
Von den 28 Titeln dauern viele nicht länger als zwei Minuten. Doch diese sind oft vollgepackt mit Tempo- und Rhythmuswechseln. Das tradierte Schema von Strophe und Refrain spielt keine Rolle. Im Hintergrund sind Gesprächsfetzen und andere Geräusche zu vernehmen und im Vordergrund ertönt Beefhearts mehrere Oktaven umfassende Stimme, die sich scheinbar bemüht, heulend und jaulend, schreiend und grölend nicht den richtigen Ton oder den richtigen Takt zu treffen.
Die Aufnahmen zu Trout Mask Replica waren eine Zerreißprobe für die Freundschaft zwischen Beefheart und Zappa. Der streng strukturierte und durchorganisierte Zappa „… hatte tatsächlich Schwierigkeiten, denn solche abenteuerlichen Aufnahmetechniken, wie in einem Raum bei geschlossener Tür zu singen, während das Mikrofon im Nebenzimmer steht (‚China Pig‘), oder den gesamten Vokalpart eines Liedes (‚The Blimp‘) durchs Telefon zu sprechen waren für den Studioperfektionisten Zappa wirklich zu viel“. Beefhearts Weigerung, bei den Aufnahmen Monitor-Kopfhörer zu tragen, hatte den (vielleicht) unbeabsichtigten Effekt zur Folge, dass er im Grund eher zum Echo und Nachhall der Studioräume sang als zur eigentlichen Musikbegleitung.
Die Kakophonie der Musik auf Trout Mask Replica wird adäquat ergänzt durch die Texte Captain Beefhearts. Matthias Leitner schreibt auf on3 „… dass die Texte auf einer Skala zwischen kryptisch und unverständlich changieren, dass die Musik – einmal losgelassen – einem den letzten Nerv raubt … “. Sie sind „… völlig absurd und irgendwie nicht von dieser Welt stammend, mitunter sehr kontrovers. Titel wie ‚Dachau Blues‘, ‚Old Fart At Play‘, ‚Neon Meate Dreams Of An [sic] Octafish‘ sprechen für sich. Purer Nonsens, aber mitunter auch geheimnisvolle, surreale poetische Transzendenz.“
Das bekannte, leuchtend bunte Albumcover von Trout Mask Replica gestaltete der Grafiker Cal Schenkel, der bereits zuvor – wie auch später immer wieder – für Zappa und dessen Labels Straight Records und Bizarre Records tätig war. Vor einem rot-rosa-farbenen Hintergrund posiert eine Person in grüner Jacke mit Fellkragen und blauem Schal. Auf dem Kopf trägt sie einen kegelförmigen Hut, auf dessen Spitze ein Federball thront. Vor das Gesicht hält sich die Person den Kopf eines – nach Aussage Schenkels – echten Karpfens.

## Veröffentlichung
Straight Records brachte Trout Mask Replica am 19. Juni 1969 als Doppel-LP und Kompaktkassette auf den Markt. Im März 1989 veröffentlichte es Reprise Records erstmals auf CD. 2013 erschien durch Zappa Records ein 2012 angefertigtes Remaster auf CD. Dieses legte Third Man Records 2018 als LP neu auf. Seit 2021 wird das Album per Musikstreaming und im hochauflösendem Audioformat (24-Bit/96 kHz) als Download angeboten.

## Titelliste

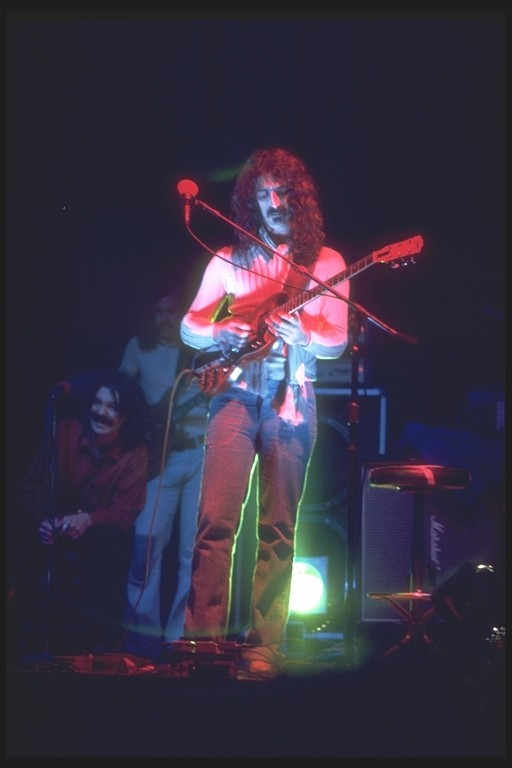
Frank Zappa, im Hintergrund Captain Beefheart

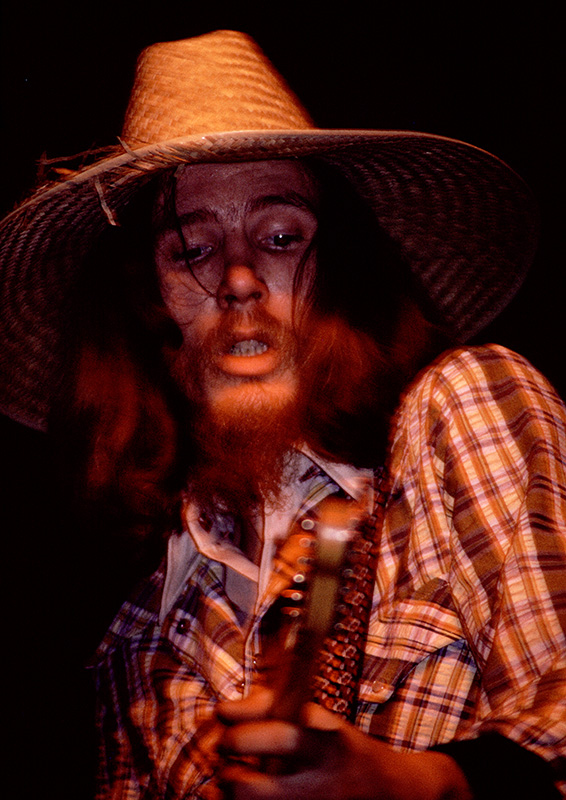
Bill Harkleroad 1973

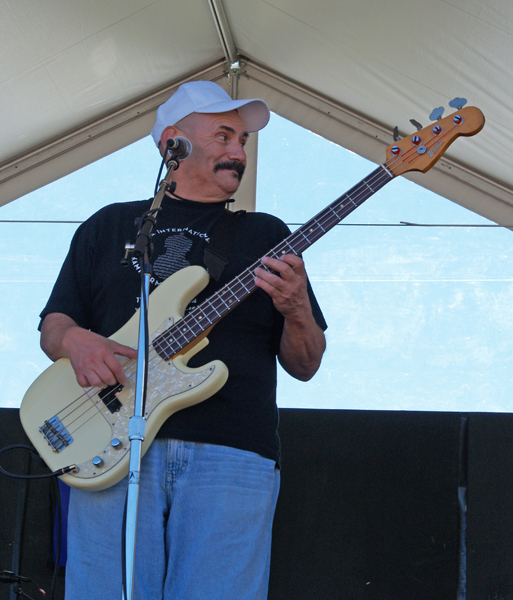
Roy Estrada 2006

Alle Songs stammen aus der Feder von Don Van Vliet alias Captain Beefheart.
Seite 1:
1. Frownland – 1:39
2. The Dust Blows Forward ´N the Dust Blows Back – 1:53
3. Dachau Blues – 2:21
4. Ella Guru – 2:23
5. Hair Pie: Bake 1 – 4:57
6. Moonlight On Vermont – 3:55

Seite 2:
1. Pachuco Cadaver – 4:37
2. Bills Corpse – 1:47
3. Sweet Sweet Bulbs – 2:21
4. Neon Meate Dreams of a Octafish – 2:25
5. China Pig – 3:56
6. My Human Gets Me Blues – 2:42
7. Dali’s Car – 1:25

Seite 3:
1. Hair Pie: Bake 2 – 2:23
2. Pena – 2:31
3. Well – 2:05
4. When Big Joan Sets Up – 5:19
5. Fallin’ Ditch – 2:03
6. Sugar ´N Spikes – 2:29
7. Ant Man Bee – 3:55

Seite 4:
1. Orange Claw Hammer – 3:35
2. Wild Life – 3:07
3. She’s Too Much for My Mirror – 1:42
4. Hobo Chang Ba – 2:01
5. The Blimp (Mousetrapreplica) – 2:04
6. Steal Softly Thru Snow – 2:13
7. Old Fart at Play – 1:54
8. Veteran’s Day Poppy – 4:30

## Rezeption
Der Cartoonist und Schriftsteller Matt Groening erzählt, dass er im Alter von 15 Jahren dachte, „ … das ist das Schlimmste, was ich je hörte. Ich sagte zu mir, sie probieren es noch nicht mal! Eine einzige schlampige Kakophonie. Dann hörte ich noch ein paar mal rein, da ich nicht glauben konnte, dass Frank Zappa mir das antun könnte – und weil ein Doppelalbum viel Geld kostet. Ab dem dritten Hören, erkannte ich, dass sie es absichtlich machten; sie wollten es genau so klingen lassen. Beim sechsten oder siebten Mal machte es Klick und ich dachte, es ist das großartigste Album, das ich je gehört habe“.
Der einflussreiche BBC-Radio-1-DJ John Peel sagte: „Wenn es irgend etwas in der Geschichte der Popmusik gegeben hat, das als Kunstwerk bezeichnet werden kann, so dass es auch Menschen aus anderen Bereichen der Kunst verstehen, dann ist wahrscheinlich ‚Trout Mask Replica‘ dieses Werk.“ Sein erstes Hörerlebnis des Albums beschrieb er folgendermaßen: „Ich taumelte in die Nacht von Hollywood und wusste, dass nichts so sein würde wie zuvor.“ Goedzak schrieb zum Tod Captain Beefhearts auf der Freitag, das Album „ist das schönste und das schlimmste Album zeitgenössischer Musik, das ich kenne.“ Der Musiker, Radiomoderator und Schriftsteller Carl-Ludwig Reichert äußerte sich: „Nur wer sich alle vier Seiten von ‚Trout Mask Replica‘ am Stück anhören mag, kann mein Freund sein.“
Die Website Pitchfork wählte das Album auf Platz 54 der 200 besten Alben der 1960er Jahre. New Musical Express führt es auf Platz 279 der 500 besten Alben aller Zeiten. Trout Mask Replica gehört zu den 1001 Albums You Must Hear Before You Die.
Trout Mask Replica inspirierte zahlreiche nachfolgende Bands und Musiker wie die Talking Heads, The White Stripes, Tom Waits, Public Image Ltd., The Fall oder Franz Ferdinand.
2010 wurde das Album in die National Recording Registry der Library of Congress aufgenommen.